# Alfred Kuratle
Alfred Kuratle (* 15. Januar 1924 in St. Gallen; † 9. Oktober 2005 in Laufenburg AG) war ein Schweizer Unternehmer und Politiker.

## Lebenswerk
Am 3. Juli 1947 zog Kuratle nach Laufenburg. Er machte sich mit der Gründung eines Holzhandelsunternehmens dort am 1. April 1955 beruflich selbständig.
Er bewarb sich 1969 erfolgreich um einen Sitz im Grossen Rat des Kantons Aargau. 1973 wurde Kuratle in den Laufenburger Stadtrat gewählt. Um sich mehr der Politik zu widmen zu können  band er 1974 seinen Sohn Georg in das Familienunternehmen ein, das inzwischen in dritter Generation zum weltweit agierenden Konzern mit Standorten in der Schweiz, Österreich, Deutschland, Tschechien, Schanghai und Südafrika reüssierte.
Von 1974 bis 1985 war er Stadtammann von Laufenburg.

## Ehrungen
- Die Ortsbürgergemeindeversammlung ernannte Alfred Kuratle am 10. Januar 1994 zum Ehrenbürger der Stadt Laufenburg.[1]